# Jaelan Phillips
Jaelan Everett Phillips (geboren am 28. Mai 1999 in Redlands, Kalifornien) ist ein US-amerikanischer American-Football-Spieler auf der Position des Outside Linebackers. Er spielte College Football für die University of California, Los Angeles und die University of Miami. Im NFL Draft 2021 wurde Phillips in der ersten Runde von den Miami Dolphins ausgewählt.

## College
Phillips besuchte die Redlands East Valley High School in seiner Heimatstadt Redlands, Kalifornien. Er galt als einer der besten Highschool-Footballspieler des Abschlussjahrgangs 2017.
Phillips ging ab 2017 auf die University of California, Los Angeles (UCLA), um College Football für die UCLA Bruins zu spielen. Als Freshman kam er in sieben Spielen zum Einsatz, davon viermal als Starter. Phillips erzielte 3,5 Sacks und sieben Tackles für Raumverlust. Dabei verletzte er sich im dritten Spiel der Saison am Knöchel und erlitt später eine weitere Knöchelverletzung und eine Gehirnerschütterung. Im Januar 2018 wurde Phillips auf dem Moped von einem Auto angefahren. Er brach sich dabei das linke Handgelenk und musste mehrfach operiert werden, wobei ihm drei Knochen entfernt werden mussten. Obwohl er immer noch Schmerzen an der linken Hand hatte, kam Phillips in den ersten vier Spielen der Saison 2018 zum Einsatz, bevor er erneut eine Gehirnerschütterung erlitt. Daraufhin entschied er sich auf den Rat von Ärzten hin zunächst, seine Footballkarriere zu beenden.
Im Jahr 2019 ging Phillips auf das Los Angeles City College, um Musik zu studieren, und arbeitete für die Anwaltskanzlei seines Vaters. Im Februar 2019 gab er bekannt, dass er auf die University of Miami gehen werde, um in der Saison 2020 Football für die Miami Hurricanes zu spielen. In zehn Spielen für die Hurricanes erzielte Phillips 2020 acht Sacks, 15,5 Tackles für Raumverlust und eine Interception. Nach der Saison gab er seine Anmeldung für den NFL Draft 2021 bekannt.

## NFL
Im NFL Draft 2021 wurde Phillips an 18. Stelle von den Miami Dolphins ausgewählt. Damit war er der erste Defensive End in diesem Draft. Am 9. Juni 2021 unterschrieb er einen Vierjahresvertrag. Mit 8,5 Sacks in seiner ersten Spielzeit für Miami stellte Phillips einen Franchiserekord für Rookies bei den Dolphins auf. Für sein karitatives Engagement zugunsten von obdachlosen Frauen und Kindern im Süden Floridas wurde Phillips von den Dolphins mit dem Nat Moore Community Service Award ausgezeichnet. In seiner zweiten NFL-Saison erzielte Phillips sieben Sacks. In der Saison 2023 erzielte Phillips 6,5 Sacks und eine Interception in lediglich acht Spielen, bevor er einen Achillessehnenriss erlitt und für den Rest der Spielzeit ausfiel.

### NFL-Statistiken
| Saison                             | Saison | Spiele | Spiele      | Tackles | Tackles | Tackles | Tackles | Interceptions | Interceptions | Interceptions | Interceptions | Interceptions | Fumbles | Fumbles | Fumbles |
| Jahr                               | Team   | Spiele | als Starter | Gesamt  | Solo    | Ast     | Sacks   | PD            | INT           | Yds           | Lng           | TD            | FF      | FR      | TD      |
| ---------------------------------- | ------ | ------ | ----------- | ------- | ------- | ------- | ------- | ------------- | ------------- | ------------- | ------------- | ------------- | ------- | ------- | ------- |
| 2021                               | MIA    | 17     | 5           | 42      | 23      | 19      | 8,5     | 1             | 0             | 0             | 0             | 0             | 0       | 1       | 0       |
| 2022                               | MIA    | 17     | 15          | 61      | 37      | 24      | 7,0     | 2             | 0             | 0             | 0             | 0             | 1       | 2       | 0       |
| 2023                               | MIA    | 8      | 6           | 43      | 28      | 15      | 6,5     | 2             | 1             | 5             | 5             | 0             | 0       | 0       | 0       |
| 2024                               | MIA    | 4      | 3           | 6       | 2       | 4       | 1,0     | 2             | 0             | 0             | 0             | 0             | 0       | 0       | 0       |
| Gesamt                             | Gesamt | 46     | 29          | 152     | 90      | 62      | 16,5    | 7             | 1             | 5             | 5             | 0             | 1       | 3       | 0       |
| Quelle: pro-football-reference.com |        |        |             |         |         |         |         |               |               |               |               |               |         |         |         |